# Élections législatives libanaises de 2018
Les élections législatives libanaises de 2018 se déroulent le 6 mai 2018 au Liban afin de renouveler les 128 membres de la Chambre des députés pour un mandat de quatre ans.

## Contexte
Ces élections interviennent après cinq ans de report du scrutin dans un contexte de conflit entre les deux principaux bords politiques quant au soutien à assurer à Bachar el-Assad au cours de la guerre civile syrienne, aggravé, de 2011 à 2017, par son extension à une partie du territoire libanais. Le scrutin a également lieu six mois après la démission forcée du président du Conseil des ministres sortant, Saad Hariri, sous la pression de l'Arabie saoudite, crise finalement résolue après une médiation du président français Emmanuel Macron.

## Système électoral

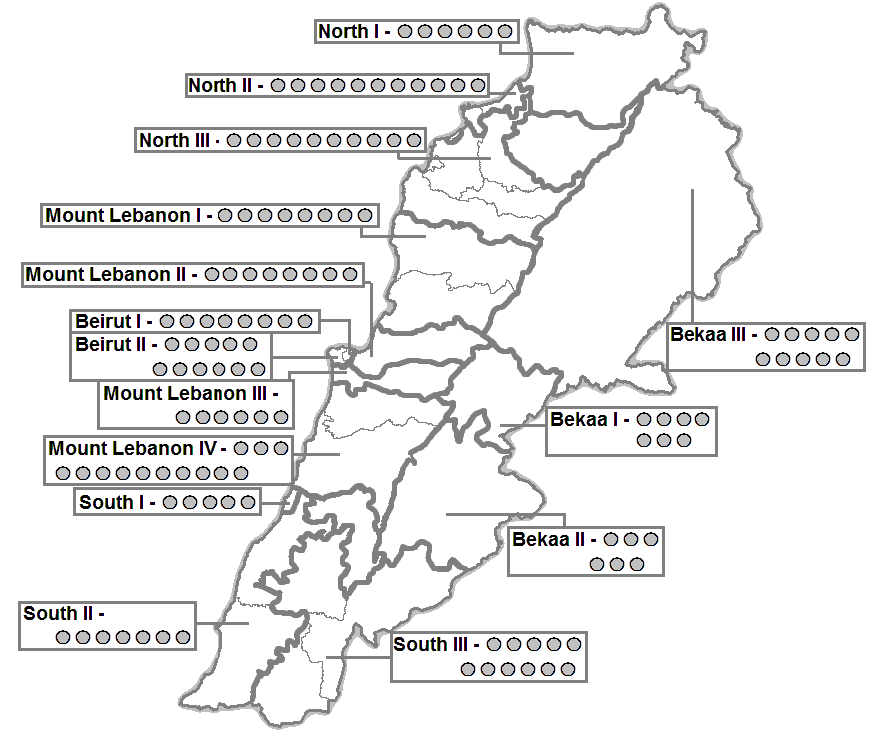
Répartition des sièges par circonscription

La Chambre des députés est l'unique chambre du parlement libanais. À la suite d'un changement de la loi électorale en juin 2017, ses 128 députés sont élus pour quatre ans au scrutin proportionnel dans quinze circonscriptions de cinq à treize sièges, dont sept circonscriptions subdivisées en districts électoraux. Les électeurs ont également la possibilité d'utiliser un vote préférentiel pour un candidat au sein de la liste qu'ils choisissent. L'ensemble des candidats doivent se regrouper dans ces dernières, composées d'un minimum de trois candidats, ce qui rend impossible les candidatures sans étiquette.
En accord avec la pratique libanaise du confessionnalisme politique, les communautés religieuses libanaises se répartissent des sièges réservés dans les différentes circonscription suivant leur poids démographique. La répartition des voix se fait à la proportionnelle. Une fois l'ensemble des bulletins de vote dépouillés, le total des votes valides dans chaque circonscription est divisé par le nombre de sièges à pourvoir, ce qui donne en voix le seuil électoral nécessaire pour qu'une liste obtienne un siège. La répartition des sièges se fait entre les listes ayant atteint ce quorum de manière proportionnelle selon le pourcentage de voix obtenu, puis au sein des listes en accord avec les quotas confessionnels et le nombre de votes préférentiels obtenus par les candidats.
Pour la première fois, les Libanais vivant à l'étranger sont autorisés à participer aux législatives. Bien que la diaspora libanaise soit évaluée à douze millions d’individus, soit le double de la population du Liban même, la plupart ne possèdent plus la nationalité, plusieurs décennies après les vagues d'émigrations ayant touché le pays, et seuls 82 000 s'inscrivent en 2017. En attendant la mise en application, lors des prochaines législatives en 2022, de la section de la nouvelle loi électorale devant leur attribuer six sièges à part, le vote de ces Libanais est comptabilisé dans leurs circonscription d'origine.

## Campagne
77 listes totalisant 976 candidats dont 111 femmes se présentent face aux électeurs,.

## Analyses
Pour le politologue Ali Mourad, « avant novembre 2017, on entendait parler de la fin du haririsme. Saad Hariri était vu comme un mou, ses rivaux se préparaient à prendre sa suite. Mais l'épisode saoudien, qui s'apparente à une tentative d'assassinat politique, lui a donné la légitimité qui lui manquait. Même s'il recueille moins de voix que lors des précédentes législatives, en 2009, on sait qu'il n'y a pas d'alternative. Ce sera lui le prochain chef de gouvernement. Le Hezbollah a besoin d'Hariri pour assurer la stabilité économique du pays et faire venir les investisseurs, estime Bassam Chabb. Le premier ministre a su se positionner comme la plaque tournante, le tampon entre les Occidentaux et le camp pro-Téhéran. » « Hariri arrange le Hezbollah, il lui permet de jouer son rôle régional sans être dérangé ».
Pour le journaliste Sami Kleib, « Le Hezbollah se considère comme le vainqueur de la guerre en Syrie. Il pourrait être tenté d'obtenir les dividendes politiques de cette victoire, en exigeant un accord de gouvernement encore plus à son avantage ».
Le 11 mai, le secrétaire général adjoint du Hezbollah, Naïm Kassem, appelle à constituer un « gouvernement d'union nationale ».

## Résultats
| Parti                                     | Parti                                              | Parti                                              | Votes     | %      | Sièges        | +/–           |
| ----------------------------------------- | -------------------------------------------------- | -------------------------------------------------- | --------- | ------ | ------------- | ------------- |
|                                           | Hezbollah                                          | Hezbollah                                          | 296 090   | 16,83  | 13            | 1             |
|                                           |                                                    | Courant patriotique libre                          | 142 002   | 8,07   | 18            | 8             |
|                                           | Indépendants pro-CPL                               | 98 488                                             | 5,60      | 6      | 2             |               |
|                                           | Fédération révolutionnaire arménienne              | 13 726                                             | 0,78      | 3      | 1             |               |
|                                           | Parti démocratique libanais                        | 13 714                                             | 0,78      | 1      | 1             |               |
|                                           | Mouvement d'indépendance                           | 8 680                                              | 0,49      | 1      | 1             |               |
| Total Courant patriotique libre et alliés | Total Courant patriotique libre et alliés          | 276 610                                            | 15,72     | 29     | 11            |               |
|                                           |                                                    | Courant du futur                                   | 176 490   | 10,03  | 13            | 11            |
|                                           | Indépendants pro-CF                                | 79 602                                             | 4,53      | 7      | 2             |               |
| Total Courant du futur et alliés          | Total Courant du futur et alliés                   | 256 092                                            | 14,56     | 20     | 13            |               |
|                                           |                                                    | Mouvement Amal                                     | 165 556   | 9,41   | 10            | 1             |
|                                           | Indépendants pro-Mouvement Amal                    | 38 643                                             | 2,20      | 6      | 2             |               |
| Total Mouvement Amal et alliés            | Total Mouvement Amal et alliés                     | 204 205                                            | 11,61     | 16     | 3             |               |
|                                           |                                                    | Forces libanaises                                  | 128 712   | 7,32   | 12            | 7             |
|                                           | Indépendants pro-FL                                | 33 366                                             | 1,90      | 3      | en stagnation |               |
| Total Forces libanaises et alliés         | Total Forces libanaises et alliés                  | 162 078                                            | 9,21      | 15     | 7             |               |
|                                           | Parti socialiste progressiste                      | Parti socialiste progressiste                      | 88 268    | 5,02   | 9             | 2             |
|                                           | Indépendants pro-8 mars                            | Indépendants pro-8 mars                            | 47 130    | 2,68   | 2             | 2             |
|                                           | Parti saaba                                        | Parti saaba                                        | 45 104    | 2,55   | 1             | Nv.           |
|                                           | Mouvement Azm                                      | Mouvement Azm                                      | 39 586    | 2,25   | 4             | 2             |
|                                           | Phalanges libanaises                               | Phalanges libanaises                               | 34 147    | 1,94   | 3             | 2             |
|                                           | Mouvement marada                                   | Mouvement marada                                   | 31 206    | 1,77   | 3             | en stagnation |
|                                           | Parti social nationaliste syrien                   | Parti social nationaliste syrien                   | 23 881    | 1,36   | 3             | 1             |
|                                           | Parti de libération arabe                          | Parti de libération arabe                          | 22 752    | 1,29   | 2             | 2             |
|                                           | Association des projets de bienfaisance islamiques | Association des projets de bienfaisance islamiques | 18 759    | 1,07   | 1             | 1             |
|                                           | Parti de l'union                                   | Parti de l'union                                   | 15 111    | 0,86   | 1             | 1             |
|                                           | Parti du dialogue national                         | Parti du dialogue national                         | 14 777    | 0,84   | 1             | 1             |
|                                           | Bloc Murr                                          | Bloc Murr                                          | 12 866    | 0,73   | 1             | en stagnation |
|                                           | Bloc El Khazen                                     | Bloc El Khazen                                     | 10 029    | 0,57   | 2             | Nv            |
|                                           | Association nasseriste populaire                   | Association nasseriste populaire                   | 9 916     | 0,56   | 1             | 1             |
|                                           | Parti socialiste arabe Baath                       | Parti socialiste arabe Baath                       | 7 171     | 0,41   | 1             | en stagnation |
|                                           | Autres partis                                      | Autres partis                                      | 62 072    | 3,54   | 0             | -             |
|                                           | Listes indépendantes                               | Listes indépendantes                               | 81 224    | 4,62   | 0             | -             |
|                                           |                                                    |                                                    |           |        |               |               |
| Votes valides                             | Votes valides                                      | Votes valides                                      | 1 759 068 | 96,53  |               |               |
| Votes blancs et invalides                 | Votes blancs et invalides                          | Votes blancs et invalides                          | 15 029    | 0,82   |               |               |
| Votes sans préférences                    | Votes sans préférences                             | Votes sans préférences                             | 48 197    | 2,65   |               |               |
| Total des votes pris en compte            | Total des votes pris en compte                     | Total des votes pris en compte                     | 1 822 294 | 100    | 128           | en stagnation |
| Bulletins non comptés                     | Bulletins non comptés                              | Bulletins non comptés                              | 38 909    | -      |               |               |
| Total des votants / Participation         | Total des votants / Participation                  | Total des votants / Participation                  | 1 861 203 | 49,68  |               |               |
| Abstention                                | Abstention                                         | Abstention                                         | 1 885 543 | 50,32  |               |               |
| Inscrits                                  | Inscrits                                           | Inscrits                                           | 3 746 746 | 100,00 |               |               |

## Suites
Le 31 janvier 2019, après huit mois de tractations, Saad Hariri forme un nouveau gouvernement de coalition.